# Toni Soldevilla
Antonio Soldevilla Castellsagué, detto Toni (L'Hospitalet de Llobregat, 19 dicembre 1978), è un ex calciatore spagnolo, di ruolo difensore.

## Carriera

### Club
Ha giocato nella massima serie dei campionati spagnolo e russo.

### Nazionale
Ha giocato nelle nazionali giovanili spagnole Under-18, Under-20 ed Under-21.

## Palmarès

### Club

#### Competizioni nazionali
- Coppa di Spagna: 1

Espanyol: 1999-2000